# Tostarp
Tostarp (västra delen) is een plaats in de gemeente Karlshamn in het landschap Blekinge en de provincie Blekinge län in Zweden. De plaats heeft 50 inwoners (2005) en een oppervlakte van 12 hectare.